# Coprinellus subdisseminatus
Coprinellus subdisseminatus es una especie de hongo en la familia Psathyrellaceae. Fue descrito por primera vez en 1952 como Coprinus subdisseminatus por los micólogos Morten Lange y Alexander H. Smith, y posteriormente fue transferido al género Coprinellus en 2001.